# Lââm
Lââm, pseudonimo di Lamia Naoui (Parigi, 1º settembre 1971), è una cantante e attrice francese di origine tunisina. Ha venduto più di 500 000 album e più di 2 milioni di singoli.

## Biografia
Nata il 1 settembre 1971 nel XII arrondissement di Parigi da una famiglia di origine tunisina, Lamâ Naoui (sposata Suber), ha un'infanzia difficile, a causa di problemi familiari, ed abita in una casa a Bourges. Molto giovane, è già appassionata di musica e, non appena raggiunge la maggiore età, decide di andare a cantare nella capitale per esercitare questa passione a tutti i costi.
Un produttore la nota ed è sedotto dal suo modo di interpretare le canzoni: la sua carriera può finalmente iniziare.

## Carriera
Ha pubblicato il suo primo singolo Chanter pour ceux qui sont loin de chez eux, una ripresa della leggendaria canzone di Michel Berger vendendo 960 000 copie (certificazione disco d'oro). La canzone si è classificata seconda nella Top 50 per nove settimane consecutive. Da quel successo, Lââm ha pubblicato il suo primo album Persevérance che conteneva ulteriori riprese delle canzoni di Michel Berger, così come singoli come Jamais loin de toi, Assez, Les enfants de l'an 2000 o l'encore Face à Face. Alcuni di questi singoli sono stati modificati e sono diventati rapidamente dei successi.
Nel 2001, ha pubblicato il suo secondo album Une vie ne suffit pas e ha rapidamente raggiunto la certificazione d'oro con oltre 100 000 copie vendute. L'album ha generato due singoli di successo: Que l'amour nous garde e De ton indifférence. Nel 2002, Lââm ha tenuto un enorme concerto / tour all'Olympia di Parigi. Durante questo periodo, si è anche esibita nella commedia musicale Cindy di Luc Plamondon e Romano Musumarra che non è stata considerata un grande successo (24º posto in Francia e 17º nel Belgio francofono), nonostante il singolo ufficiale che ha portato l'album a raggiungere lo status di disco d'oro, con oltre 100 000 copie vendute. Il singolo, interpretato da Lâmm e Frank Sherbourne, si è piazzato al quinto posto nella Top 50.
Nel 2004, Lââm ha pubblicato un album che presentava un campionario più ampio di generi musicali rispetto ai lavori precedenti. Nella sua produzione, sono stati utilizzati una varietà di suoni tra cui rock, R & B contemporaneo e musica rap oltre a numerosi duetti con (Jean-Jacques Goldman, Lisa Stansfield, Princess Aniès). L'album conteneva due singoli scritti e composti da Jean-Jacques Goldman: Tu es d'un chemin e On pardonne. Entrambe le canzoni di Goldman andarono in onda su radio, ma la promozione non adeguata ha portato a vendite di non più di 25 000 copie. Lââm ha anche iniziato un altro tour francese che includeva date in Pairs au Zèbre de Belleville.

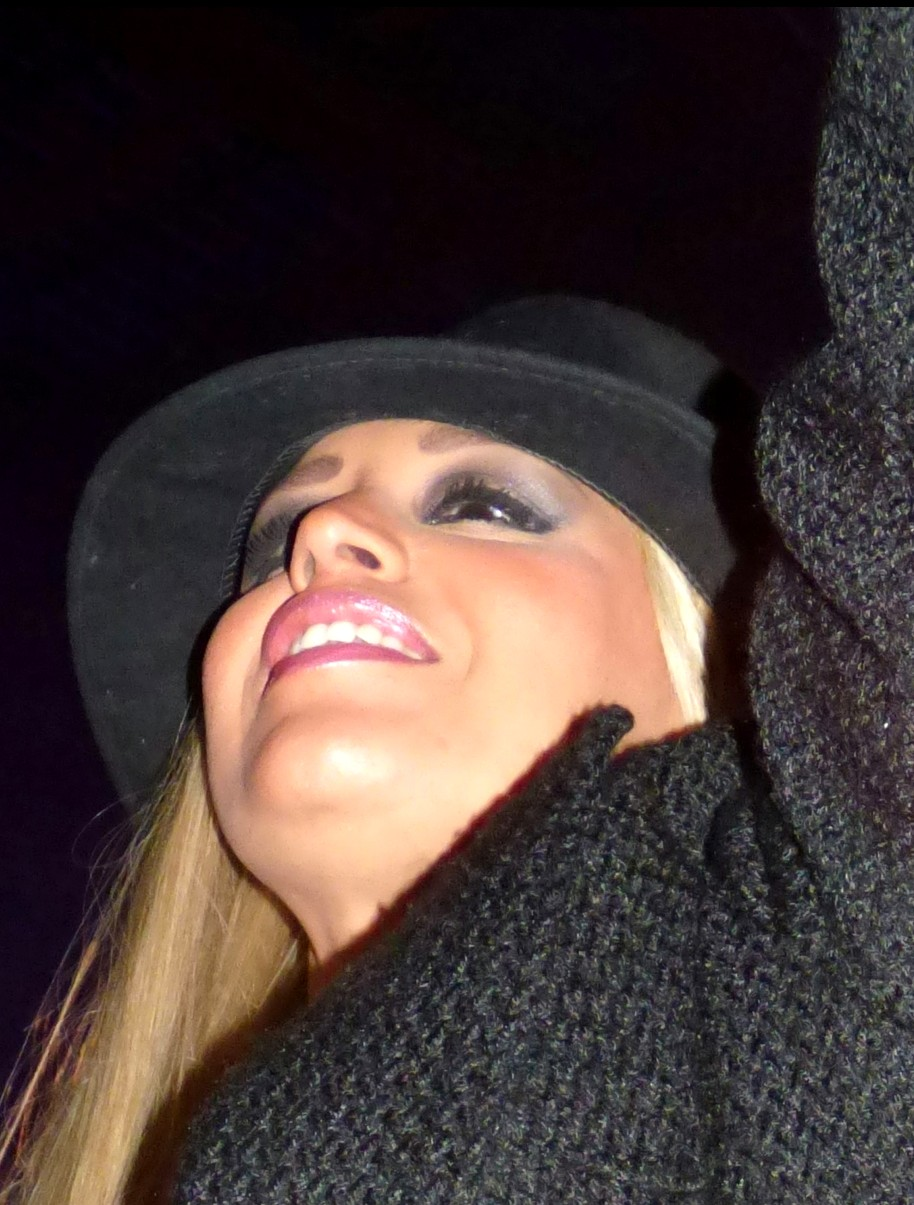

Nell'agosto del 2005 è uscito il singolo Petite Sœur. Infusa con un ritmo R & B, la canzone è arrivata al quinto posto in classifica con oltre 250 000 copie vendute. Nel settembre dello stesso anno, il suo album è stato ripubblicato con il nome di Pour être libre; includeva tre nuove canzoni: Petite Sœur  e Elle est toujours là. Nel giro di un anno, l'album ha raggiunto le parti alte nelle classifiche francesi ed è stato certificato disco d'oro, avendo venduto più di 75 000 copie.
Nel 2006 ha ricevuto numerose nomination agli NRJ Music Awards come artista di lingua francese dell'anno e alla Victoires de la musique come artista femminile dell'anno in competizione con artisti come Keren Ann, Zazie e Juliette. In seguito ha organizzato un grande tour in estate che ha attraversato diverse città in Francia (come Perpignan e Amiens) e il Belgio.
Lââm ha pubblicato un nuovo album alla fine del 2006. Il CD ha preceduto il singolo Le sang chaud, un duetto con la cantante Princesse Aniès che ha venduto più di 50 000 copie e si è classificato settimo tra i primi 50. Nonostante il successo del singolo, l'album Le Sang chaud è andato molto più in basso nelle classifiche con non più di 15 000 copie vendute.
Nonostante la delusione nel successo dell'album, Lââm è stata scelta "Voice of the Year" dal pubblico del canale FilleTV.
A marzo 2007 ha pubblicato il singolo Rien ne dure, trasmesso alla radio. A maggio 2007, Lââm ha rilasciato un singolo di follow-up, Relève-toi, disponibile sui siti di download legali.
Lââm è una dei partecipanti all'album High School Musical 2, con la sua interpretazione della canzone Savoir qui je suis.

## Riconoscimenti
Durante la sua carriera musicale, Lâam ha ottenuto due dischi d'oro, un doppio disco d'oro, tre singoli d'oro, un singolo di platino e un singolo di diamante.

## Discografia

### Album
- 1999 Persévérance
- 2001 Une vie ne suffit pas
- 2003 Face à face
- 2004 Lââm
- 2005 Pour être libre
- 2006 Le sang chaud
- 2011 Au coeur des hommes

### Compilation
- 2009 On a tous quelque chose de Lââm (Best-of)

### Singoli
- 1998 Chanter pour ceux qui sont loin de chez eux (Michel Berger) cover (#2)
- 1999 Jamais loin de toi (#4)
- 1999 Assez! (#51)
- 2000 Les enfants de l'an 2000 (#3)
- 2000 Face à face (#83)
- 2001 Que l'amour nous garde (#20)
- 2001 De ton indifférence (#29)
- 2002 Mon vieux
- 2004 On pardonne
- 2004 Tu es d'un chemin
- 2005 Petite sœur (#2)
- 2006 Pour être libre (#17)
- 2006 Le sang chaud (#7)
- 2007 Rien ne dure
- 2007 Relève-toi
- 2007 Savoir qui je suis
- 2007 High School Musical 2 Europe
- 2008 Ta voix (The Calling) (duetto con Jennifer Paige) (#37)
- 2009 L'amour restera (Piero Battery feat Lââm)